# Marshmallow Sofa
Le Marshmallow Sofa ou Marshmallow Love Seat # 5670, communément appelé le canapé Marshmallow, est un canapé moderniste produit par la société américaine de meubles Herman Miller, fabriqué à l'origine entre 1956 et 1961. Il est considéré comme le plus emblématique de tous les canapés modernistes. Le canapé a été conçu par Irving Harper (en), de George Nelson Associates. Il a été produit en deux longueurs de 1956 à 1961. Il se compose d'un cadre en métal avec des disques en mousse recouverts, ou "guimauves", répartis sur le siège et le dossier dans un agencement en treillis.
Le canapé, dans la plus petite des deux tailles, a été réédité dans les années 1980 dans le cadre de la ligne "Herman Miller Classics" et continue d’être en production.

## Un de ses créateurs: George Nelson
George Nelson est considéré comme l’une des figures de proue du design du XXe siècle. Avec Charles et Ray Eames, il est l'un des pères fondateurs du design américain d’après guerre.
Designer, architecte, graphiste mais aussi écrivain, il est un créateur à la vision futuriste, révélant un penchant particulier pour les formes ludiques et l’utilisation de matériaux nouveaux pour le mobilier, il est aussi connu sous le nom d’agitateur d’idées.

## Son histoire
Il semble que l’inspiration initiale qui a mené à la création de ce sofa provient d’un inventeur qui a proposé à Georges Nelson et Irving Harper un self-skinned de disques en plastique qui ne seraient vraiment pas coûteux et infailliblement durables. Les coussins proposés étaient d’un diamètre de 12 pouces et les designers en ont alors accroché l8 sur une trame en métal. Malheureusement, le rapport qualité prix visé – c’est-à-dire avoir un bas prix pour une très bonne qualité – n’a pas pu être atteint et le projet a tourné court. Cependant le design de ce sofa a tant évoqué l’intérêt de Herman Miller dont George Nelson était directeur de design depuis 1945, qu’ils ont quand même décidé de le produire.
Nelson et Irving Harper ont compris que certaines des parties du sofa n'étaient pas indispensables et pouvaient être enlevées. Le résultat final est donc une série de 18 coussins circulaires positionnés sur une trame métallique quasiment invisible. La forme en atome de ce canapé est un précurseur du style esthétique du Pop Art né en 1960. Ce sofa est une des premières manifestations de ce mouvement.

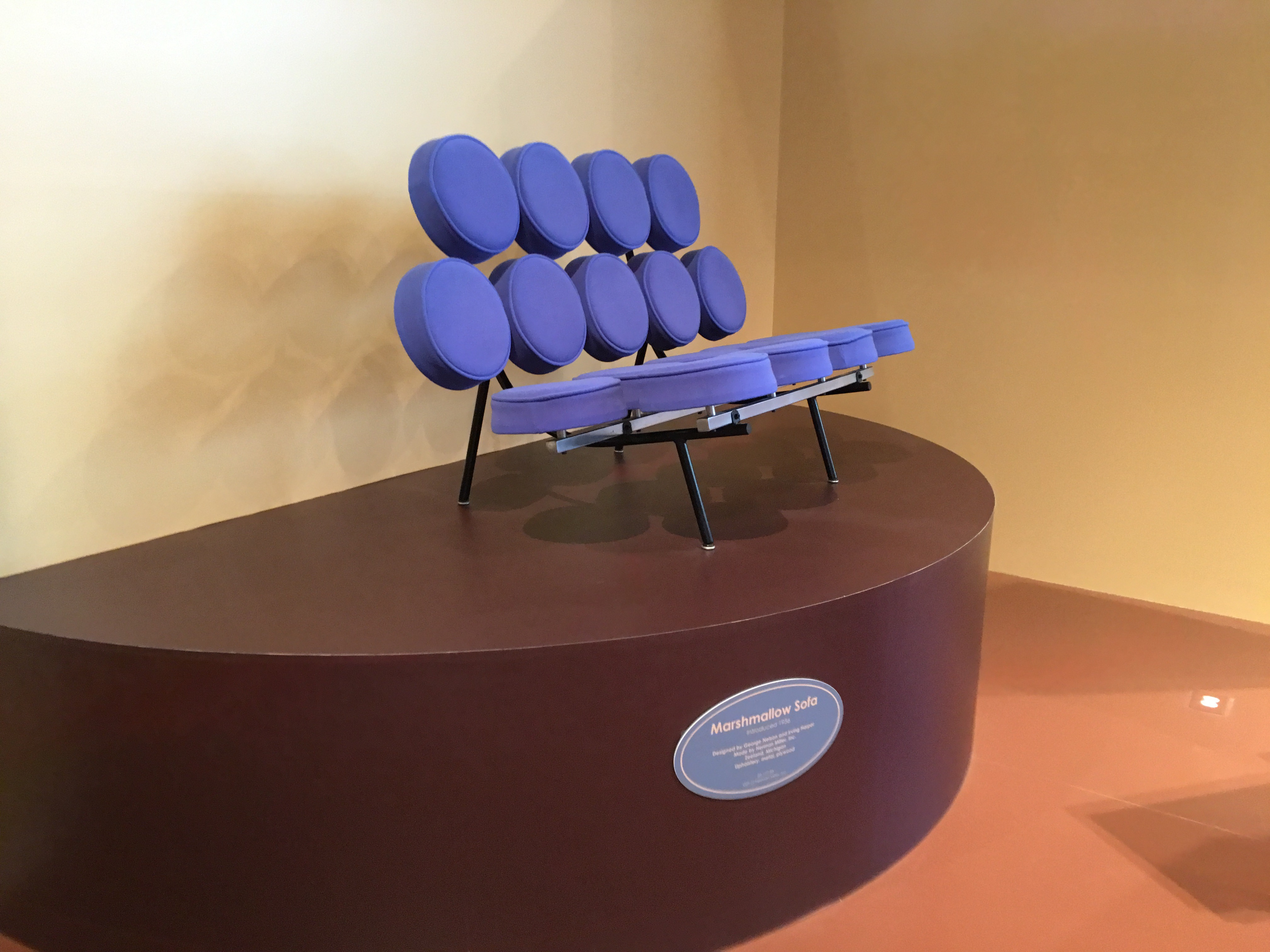
Canapé Marshmallow au musée Henry Ford

## Un canapé innovant
Les lignes et la structure font du Marshmallow Sofa un canapé exceptionnel dans l’histoire du design de mobilier. Le fait de joindre des éléments séparés de cette façon nous donne l’impression qu’ils flottent. Malgré son apparence, cette œuvre est vraiment confortable. Les coussins, dont la forme rappelle une guimauve (en anglais, marshmallow), sont détachables pour faciliter le lavage, ainsi qu’interchangeables pour créer un nouveau style, cela simplement en jouant avec les couleurs puisque les coussins peuvent être tous de la même couleur ou de couleurs différentes. Ce canapé est conçu avec des applications résidentielles et commerciales et ainsi peut être adéquat autant pour un vestibule, un bureau, qu’un salon, un lounge. Il est facilement adaptable à son environnement quel qu’il soit.

## La philosophie
Les designs américain et scandinave ont ajouté d’autres dimensions au mouvement moderne des années 1950. En suivant l'impulsion du Bauhaus, ils ont remplacé le surplus décoratif par un style plus épuré et ont eu recours à des techniques normalisées de production. Cependant des designers tels que Charles Eames, Eero Saarinen et George Nelson ont expérimenté des technologies industrielles et des matériaux émergés de la Seconde Guerre mondiale tels que plier, emboutir, et mouler la fibre de verre (plastique renforcé de verre), le contreplaqué et le métal, ceci afin de créer des meubles aux formes originales.

## Matériaux et fabrication
Ce sofa transforme le canapé traditionnel en un rapport en trois dimensions composés de 18 coussins en vinyle multicolores portés par une simple structure métallique noire. De plus, un élément de rallonge composé de 6 coussins peut être monté entre deux canapés, qui peuvent être agrandis à volonté.
En accord avec leur philosophie, les designers ont utilisé des résines synthétiques pour joindre les jambes d'acier-tige aux coquilles de siège de contreplaqué et de fibre de verre avec les bâtis de choc en caoutchouc empruntés à l'industrie automobile. En revanche, ils ont laissé apparents les détails mécaniques des bâtis et des boulons.

## Le canapé de nos jours
Designé par George Nelson et Irving Harper, pas plus de quelques centaines de Marshmallow Sofas ont été produits entre 1956 et 1963. Le modèle a été réintroduit sur le marché par Herman Miller trente-quatre ans plus tard (1999), et son prix actuel est évalué à près de 1 000 dollars.